# 마테우스 우리베
안드레스 마테우스 우리베 비야(스페인어: Andrés Mateus Uribe Villa, 1991년 3월 21일 ~ )는 콜롬비아의 축구 선수이다. 포지션은 미드필더이며, 현재 카타르 스타스 리그의 알사드에서 활동하고 있다.

## 플레이 스타일
육각형 수비형 미드필더로 준수한 수비능력과 빠른 스피드 준수한 피지컬과 수비형 미드필더와 비교했을때도 좋은 공격력을 가지고있어 좋은 팀에서 좋은 기량을 뽐내고 있다.

## 클럽 경력
2010년에 아르헨티나의 축구 클럽인 데포르티보 에스파뇰에 입단하면서 데뷔했으며 2012년에 엔비가도로 이적하면서 카테고리아 프리메라 A 무대에 데뷔했다. 2015년부터 2016년까지는 데포르테스 톨리마에 임대되기도 했다.
2016년 7월에 아틀레티코 나시오날로 이적하면서 아틀레티코 나시오날의 2016 코파 콜롬비아 우승, 2016 코파 리베르타도레스 우승, 2017 레코파 수다메리카나 우승, 2017 카테고리아 프리메라 A 아페르투라 우승에 기여했다. 2017년 8월 1일에는 멕시코 리가 MX의 아메리카로 이적했다.
2019년에 우리베는 포르투칼 프리메이라리가의 명문팀 FC포르투로 이적했다

## 국가대표 경력
2017년 1월 26일에 열린 브라질과의 친선 경기에 처음 출전하면서 콜롬비아 축구 국가대표팀 선수로 데뷔했다.
2018년 FIFA 월드컵에서는 폴란드와의 조별 예선 경기, 세네갈과의 조별 예선 경기, 잉글랜드와의 16강전 경기에 출전했다. 잉글랜드와의 16강전 경기에서는 양 팀이 연장전에서 1-1 동점 상황을 기록하면서 돌입한 승부차기에서 콜롬비아의 4번째 키커로 나섰지만 크로스바에 맞으면서 실패하고 만다. 콜롬비아는 잉글랜드에 승부차기 3-4로 패배하면서 탈락하게 된다.

## 수상

### 클럽
아틀레티코 나시오날
- 카테고리아 프리메라 A 1회 우승 (아페르투라 2017)
- 코파 콜롬비아 1회 우승 (2016)
- 코파 리베르타도레스 1회 우승 (2016)
- 레코파 수다메리카나 1회 우승 (2017)

아메리카
- 리가 MX 1회 우승 (아페르투라 2018)
- 코파 MX 1회 우승 (클라우수라 2019)
- 캄페온 데 캄페오네스 1회 우승 (2019)

### 개인
- 2018 CONCACAF 챔피언스리그 시즌 베스트 XI 선정